# Pajay
Pajay é uma comuna francesa na região administrativa de Auvérnia-Ródano-Alpes, no departamento de Isère. Estende-se por uma área de 14,32 km². Em 2010 a comuna tinha 1 164 habitantes (densidade: 81,3 hab./km²).